# Жасляй
Жасляй (лит. Žasliai) — местечко в Каунасском уезде в центральной Литве. В 2021 году население составляло 536 человек. Впервые упоминается в письменных источниках в 1457 году, а в 1792 город получил Магдебургское право и собственный герб.
Во времена Российской Империи город назывался Жосле.

## История

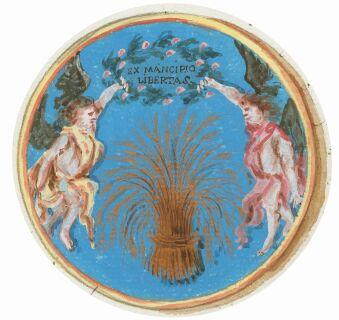
Старый герб города Жасляй, 1792 г.

Поселение Жасляй впервые упоминается 28 февраля 1457 года. Во время правления великого князя литовского Витовта Жасляй принадлежал литовскому дворянину Евнуту Волимонтовичу, а затем дворянам из рода Гаштольдов. В 1522 году Жасляй уже был городом. В 16 веке Жасляй принадлежал великому князю литовскому Сигизмунду II Августу, который впоследствии подарил его своей жене Барбаре Радзивилл. На карте Magni Ducatus Lituaniae caeterarumque regionum illi adiacentium correcta descriptio, изданной в 1613 году Николаем Радзивиллом, Жасляй отмечен как ярмарочный город. В 1777 году упоминается действующая церковно-приходская школа. 12 января 1792 года Жасляй получил Магдебургское право и герб с латинским девизом EX MANCIPIO LIBERTAS.
Жасляй упоминаются в литовской легенде о Палемоновичах. После смерти Паяуты, матери князя Куковойта, он создал для нее тотем и воздвиг его возле озера Жасляй. Жители считали Паяуту богиней и поклонялись ей. После того, как тотем исчез, место стало объектом поклонения.
Во время литовских войн за независимость 2–8 апреля 1919 г. между литовской и Красной армиями произошло Жасляйское сражение. В сражении участвовало около 1400 литовских солдат под командованием офицеров Стасиса Настопки, Казиса Шкирпы, Юргиса Буткуса. 
В советские годы в 1941, 1948, 1949 годах были депортированы 27 жителей Жасляя. Литовские партизаны из военного округа Диджойи Кова действовали в Жасляйском районе.
В 1975 году на вокзале Жасляя произошла крупнейшая железнодорожная катастрофа в истории Литвы — Жасляйская железнодорожная катастрофа.

### Еврейское население
В середине XIX века в Жасляе проживало около 650 евреев. Накануне присоединения Литвы к СССР в 1940 году около 1000 еврейских жителей города составляли половину всего населения городка, зарабатывая на жизнь торговлей, ремёслами и сельским хозяйством. 
22 июня 1941 года немецкая армия вторглась в Литву и через несколько дней вошла в Жасляй. 17 августа 1941 года большая часть еврейского населения города была изгнана в Кайшядорис. Через десять дней они были убиты вместе с евреями из Кайшядориса и Жежмаряя.